# Valpaços
Valpaços – miejscowość w Portugalii, leżąca w dystrykcie Vila Real, w regionie Północ w podregionie Alto Trás-os-Montes. Miejscowość jest siedzibą gminy o tej samej nazwie.

## Demografia
| Liczba ludności gminy Valpaços (1849–2011) | Liczba ludności gminy Valpaços (1849–2011) | Liczba ludności gminy Valpaços (1849–2011) | Liczba ludności gminy Valpaços (1849–2011) | Liczba ludności gminy Valpaços (1849–2011) | Liczba ludności gminy Valpaços (1849–2011) | Liczba ludności gminy Valpaços (1849–2011) | Liczba ludności gminy Valpaços (1849–2011) | Liczba ludności gminy Valpaços (1849–2011) |
| ------------------------------------------ | ------------------------------------------ | ------------------------------------------ | ------------------------------------------ | ------------------------------------------ | ------------------------------------------ | ------------------------------------------ | ------------------------------------------ | ------------------------------------------ |
| 1849                                       | 1900                                       | 1930                                       | 1960                                       | 1981                                       | 1991                                       | 2001                                       | 2004                                       | 2011                                       |
| 7 437                                      | 25 179                                     | 26 050                                     | 33 984                                     | 26 066                                     | 22 586                                     | 19 512                                     | 19 154                                     | 16 882                                     |

## Sołectwa
Sołectwa gminy Valpaços (ludność wg stanu na 2011 r.)
- Água Revés e Crasto - 342 osoby
- Algeriz - 570 osób
- Alvarelhos - 137 osób
- Barreiros - 177 osób
- Bouçoães - 419 osób
- Canaveses - 237 osób
- Carrazedo de Montenegro - 1620 osób
- Curros - 160 osób
- Ervões - 636 osób
- Fiães - 111 osób
- Fornos do Pinhal - 320 osób
- Friões - 619 osób
- Lebução - 562 osoby
- Nozelos - 111 osób
- Padrela e Tazem - 359 osób
- Possacos - 446 osób
- Rio Torto - 362 osoby
- Sanfins - 213 osób
- Santa Maria de Emeres - 406 osób
- Santa Valha - 415 osób
- Santiago da Ribeira de Alhariz - 603 osoby
- São João da Corveira - 537 osób
- São Pedro de Veiga de Lila - 304 osoby
- Serapicos - 246 osób
- Sonim - 273 osoby
- Tinhela - 196 osób
- Vales - 257 osób
- Valpaços - 4539 osób
- Vassal - 460 osób
- Veiga de Lila - 261 osób
- Vilarandelo - 984 osoby

## Współpraca
Miejscowość partnerska:
- Bettembourg, Luksemburg